# Кашино (Пермский край)
Кашино — деревня в Пермском районе Пермского края России. Входит в состав Юго-Камского сельского поселения.

## Географическое положение
Расположена на берегу реки Северная, примерно в 24 километрах к юго-востоку от административного центра поселения, посёлка Юго-Камский.

## Население
| 2010 |
| ---- |
| 4    |

## Топографические карты
- Лист карты O-40-88 Новый. Масштаб: 1 : 100 000. Состояние местности на 1988 год. Издание 1990 г.